# György Spiró
György Spiró (* 4. dubna 1946 Budapešť) je maďarský spisovatel, dramatik a literární vědec.

## Život
Vystudoval Univerzitu Loránda Eötvöse, kde také působí jako pedagog. Pracoval také jako redaktor v rozhlase i v nakladatelství a ředitel divadla v Szolnoku. Překládá beletrii z polštiny, ruštiny i češtiny (je autorem dramatizace Švejka). Je členem Széchenyiho akademie. Byla mu udělena Attilova cena, Kossuthova cena a polská cena Angelus.

## Dílo
- Pod značkou X – historický román s Wojciechem Bogusławskim jako hlavní postavou, popisující osudy polských intelektuálů pod ruskou nadvládou
- Zahrada – divadelní hra s námětem represí v padesátých letech
- Kuřecí hlava – komedie
- Žena, propánakrále! – obraz Maďarska v blízké budoucnosti, varující před hloupnutím společnosti, které může vyústit v nastolení diktatury
- Kamenný žabák – satira o prosťáčkovi, který se dostal do vysoké politiky